# 雲八幡宮
雲八幡宮（くもはちまんぐう）は、大分県中津市耶馬溪町宮園に鎮座する神社である。

## 沿革
社伝によれば、神功皇后が三韓征伐の帰途に現在の社地の下流約500mにある巨石に腰を下ろして休んだとされ、以来、その石では奇異が起こるようになった。大宝3年（703年）には、石から白雲が立ち上り、中から童形神が現れた。そこで、この石を磐座として祀るようになった。
天延元年（973年）には、皇孫である小松女院と通じたとして、少納言の官職を解かれ豊前国宮園村に左遷された清原正高によって、川の上流にあたる現在地に遷座し、社殿が造営された。巨石は雲石と呼ばれ、石のある場所は元宮とされる。
江戸時代には細川忠興、小笠原長次ら歴代藩主の崇敬を受けた。元禄11年（1698年）当地が天領となると日田代官所の支配下に入った。境内には日田代官岡田俊惟が寛保4年（1744年）に奉納した石灯籠が残っている。
境内には千年杉と呼ばれるスギの巨木があったが、平成16年（2004年）の台風18号によって折れ、その後、傷みが進んだために平成22年（2010年）9月15日に伐採された。伐採時の樹齢は1100年前後と推定されている。伐採後の切株は掘り出され、根くぐりができるように展示されている。

## 祭事
例大祭は7月28日・29日。
29日には、大分県の無形民俗文化財に指定されている宮園楽（かっぱ楽）が奉納される。これは、平家の落人の妄念が河童に化けて農作物を荒らしたり、牛馬や水辺で遊ぶ子供に危害を加えるとされ、その魂を鎮めるために行われる神事である。
毛槍、横笛、鉦、太鼓、チャンボシを持った40人ほどの行列が道楽を奏して旧庄屋宅（現宮園公民館）から神社までを練り歩き、境内で宮園楽の由来を記した「筑後楽由来」という巻物を奏上する。その後、河童に扮した4人の子供を中心に置いて、大団扇を持った4人の青年が取り囲み、その周囲を、行列が円を描いて道楽を奏でながら踊る。
平成2年（1990年）には、明仁天皇の即位を祝して、河童の形をした狛犬の「あ・うんの河童」が建立されている。